# Nowe Miasto
Nowe Miasto (anteriormente, Nowe Miasto nad Sona) é um município localizado no centro da Polônia. Pertence à voivodia da Mazóvia, no condado de Płońsk, no rio Sona, um afluente esquerdo do rio Wkra. É a sede da comuna urbano-rural de Nowe Miasto. A cidade é a sede da comuna urbano-rural de Nowe Miasto.
Estende-se por uma área de 8,91 km², com 1 545 habitantes, segundo o censo de 31 de dezembro de 2021, com uma densidade populacional de 173,4 hab./km².
Nowe Miasto recebeu os direitos de cidade em 1420, mas os perdeu em 1870. Recuperou seus direitos municipais em 2022. A cidade real pertenceu à Coroa do Reino da Polônia na voivodia da Mazóvia.. Pertencia ao arrendamento de Nowe Miasto na terra de Zakroczym, em 1617. Até 1954, era a sede do município rural de Modzele. Entre 1975 e 1998, a localidade pertencia administrativamente à voivodia de Ciechanów.
Um destino turístico e de lazer para Varsóvia (uma lagoa no rio Sona e florestas). O Complexo Escolar de Integração Europeia está localizado aqui (escola primária, escola secundária, escola secundária geral, escola técnica). Um pavilhão esportivo em tamanho real e um campo esportivo Orlik 2012 foram construídos ao lado da escola.